# Bycanistes brevis
Bycanistes brevis е вид птица от семейство Носорогови птици (Bucerotidae).

## Разпространение
Видът е разпространен в Етиопия, Замбия, Зимбабве, Кения, Малави, Мозамбик, Судан, Танзания, Южна Африка и Южен Судан.